# Ilan Ramon
Ilan Ramon (hebrejsky: אילן רמון; rodným jménem Ilan Wolferman; 20. června 1954, Ramat Gan, Izrael – 1. února 2003, nad Texasem, Spojené státy) byl bojový pilot Izraelského vojenského letectva, první izraelský kosmonaut a izraelský národní hrdina. Ramon byl členem posádky raketoplánu Columbia při vědecké misi STS-107, kde působil jako specialista pro užitečné zatížení. Ve vesmíru strávil 15 dní, 22 hodin a 20 minut, během kterých uskutečnil řadu vědeckých experimentů. Při návratu na Zemi však raketoplán havaroval a nikdo z posádky nepřežil.
Před svou vesmírnou misí byl Ramon bojovým pilotem izraelského letectva a dosáhl hodnosti plukovníka. Během více než dvacetileté kariéry bojoval v jomkipurské i první libanonské válce. V roce 1981 se zúčastnil operace Opera, při níž byl zničen irácký jaderný reaktor Osirak poblíž Bagdádu. Během své kariéry u letectva létal na řadě různých strojů a nalétal přes 4000 letových hodin. Od roku 1990 zastával velitelské funkce; zprvu velitele eskadry, později velitele Operačního oddělení pro vývoj a nákup zbraní.
Ilan Ramon se jako jediný neamerický občan stal nositelem civilního ocenění Congressional Space Medal of Honor udíleného americkým Kongresem; toto vyznamenání získal in memoriam. Izraelský list The Jerusalem Post o něm napsal: „Syn ženy, jež přežila holokaust, a otce, který bojoval za nezávislost, ukázal, že navzdory tragédiím si Židé našli místo ve světě a mohou být úspěšní.“

## Osobní život
Ilan Ramon se narodil jako Ilan Wolferman ve městě Ramat Gan (nedaleko Tel Avivu) a vyrůstal v jihoizraelské Beerševě. Ramonův otec Eliezer Wolferman se narodil v Německu a do mandátní Palestiny odešel v roce 1935 společně se svými rodiči. Eliezer pak se svým otcem bojoval v izraelské válce za nezávislost v roce 1948. Ramonova matka Tonia „Tova“ Kreppel se narodila v Polsku. Většina její rodiny zahynula během holocaustu a pouze ona se svou matkou přežily v koncentračním táboře Auschwitz-Birkenau. Po válce Tova Kreppel odešla v roce 1949 do Izraele, kde se seznámila s Eliezerem Wolfermanem.
Ilan byl mladším synem Wolfermanových (měl staršího bratra Gadiho). Byl vzorným žákem a mezi jeho oblíbené předměty patřila matematika a vědecké obory. V roce 1972 dokončil maturitou studium na střední škole a poté obdržel povolávací rozkaz na povinnou vojenskou službu v Izraelských obranných silách (IOS). V osmnácti letech vstoupil do izraelského letectva a začal studoval na letecké akademii. Během studií si hebraizoval své příjmení z Wolfermana na Ramona. V roce 1973 bojoval v jomkipurské válce a o rok později absolvoval leteckou akademii a stal se jejím nejlepším absolventem.
Po zbytek 70. a počátek 80. let budoval kariéru u izraelského letectva. V letech 1983 až 1987 pak studoval elektroniku a počítačové inženýrství na Telavivské univerzitě, kde promoval v roce 1987 jako bakalář s titulem B.Sc. V roce 1998 odešel z letectva v hodnosti plukovníka a v Izraelské kosmické agentuře se podrobil výcviku pro let do vesmíru.
Sám sebe považoval za sekulárního Žida. Přesto se však snažil po čas strávený na oběžné dráze Země dodržovat židovské zvyklosti a svůj pobyt ve vesmíru konzultoval s rabíny. Při videokonferenci z paluby raketoplánu Columbia prohlásil: „Jako první izraelský astronaut cítím, že reprezentuji všechny Židy a všechny Izraelce.“
Se svou manželkou Ronou (rozená Bar Simantov) se seznámil během studií na univerzitě. Společně měli čtyři děti (tři syny, Asafa, Tala, Jiftu, a dceru Nou). Jeho nejstarší syn, kapitán Asaf Ramon (* 1988), zahynul 13. září 2009 ve věku 21 let během rutinního letu ve stíhacím letounu F-16A nad Západním břehem Jordánu, když se stroj zřítil nedaleko města Hebron. Stalo se tak tři měsíce poté, co absolvoval leteckou akademii s vyznamenáním. Tehdy mu pilotní odznak předal sám izraelský prezident Šimon Peres.

## Kariéra uletectva

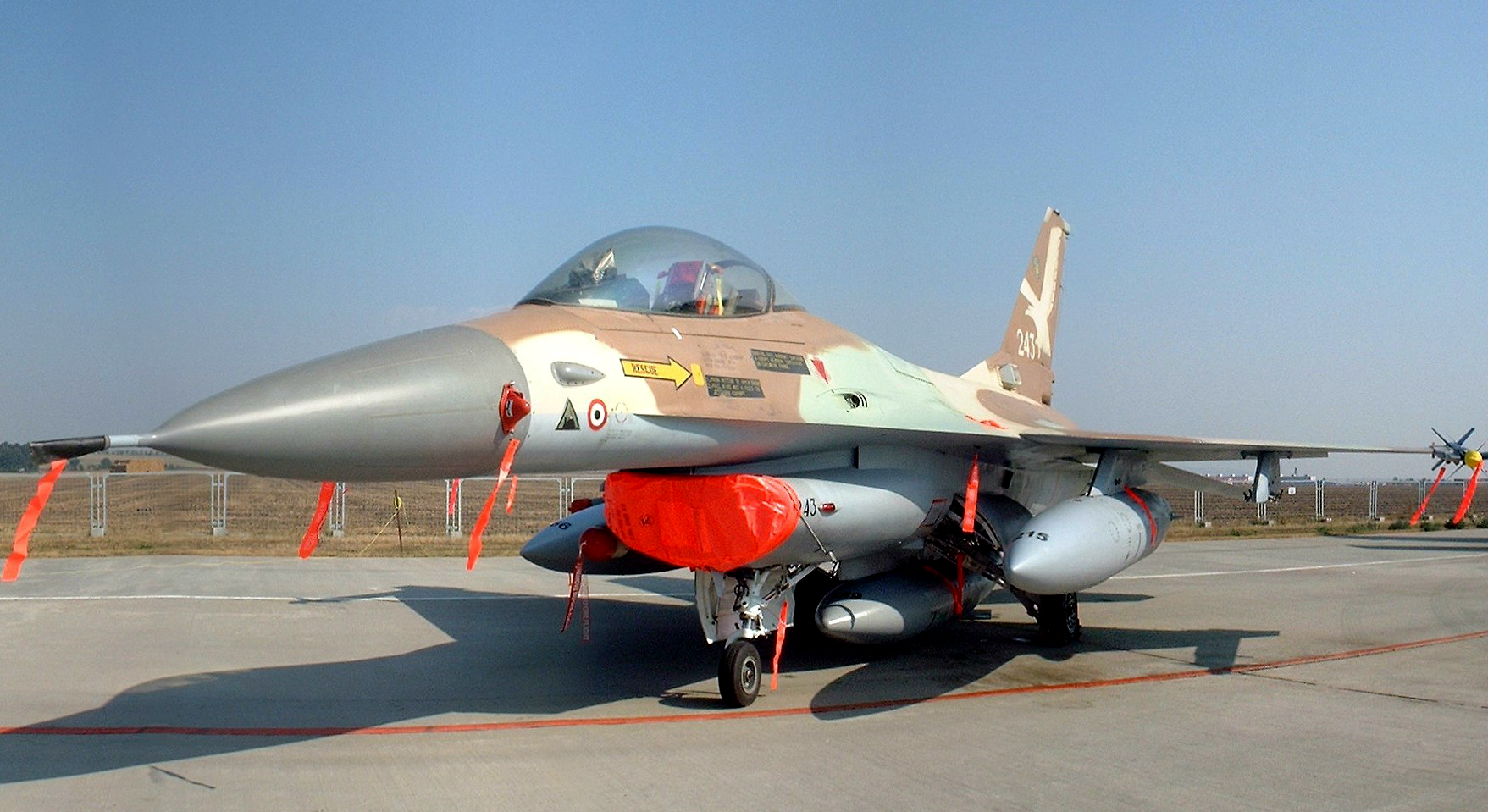
IAF F-16A Nec '243', letoun pilotovaný kapitánem Ilanem Ramonem během operace Opera

Ilan Ramon se po absolvování letecké akademie v roce 1974 stal bojovým pilotem. V letech 1976 až 1980 se zúčastnil základního výcviku a operací na letounech Douglas A-4 Skyhawk a Dassault Mirage III. Když pak izraelské letectvo vytvořilo v roce 1980 první eskadru stíhacích letounů F-16A/B, dostal se do první skupiny izraelských pilotů, kteří na těchto letounech létali, a zúčastnil se základního výcviku a operací na Hillově letecké základně amerického letectva v Utahu. Právě dodání těchto moderních strojů napomohlo uskutečnění akce izraelského letectva s kódovým názvem operace Opera z roku 1981. V letech 1981 až 1983 byl zástupcem  eskadry letounů F-16. V roce 1982 se zúčastnil operace Mír pro Galileu, známé spíše jako (první) libanonská válka.

### Operace Opera
Operace Opera byla přísně tajnou a vysoce náročnou operací izraelského letectva, jejímž cílem bylo zničit budovaný irácký jaderný reaktoru v Osiraku, který se nacházel asi 15 kilometrů západně od centra hlavního města Bagdádu. Na základě informací zpravodajských služeb se Izrael obával, že Saddám Husajn využije reaktor pro získání jaderných zbraní. Po selhání diplomatických pokusů se tehdejší ministerský předseda Menachem Begin rozhodl pro vojenské řešení hrozby, která je někdy popisována jako „největší hrozba existenci židovského národa od Osvětimi.“
| „                                                | Dokázali něco, co mnozí považovali za nemožné. Ramon měl tehdy pouze hodnost kapitána, ale věděli jsme, že je ideálním mužem pro tuto akci. Byl velmi chladnokrevný. | “ |
| — Generál Amos Jadlin, vzpomíná na operaci Opera | |   |

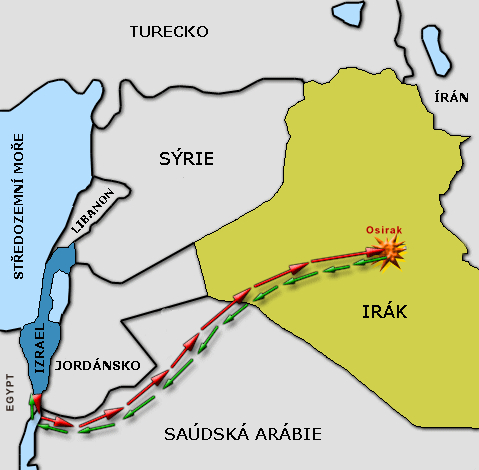
Trasa operace Opera

Ilan Ramon, tehdy 26letý, se operace zúčastnil v hodnosti kapitána jako nejmladší člen týmu. Bylo rozhodnuto vyslat celkem 8 letounů F-16A „Nec“ a 6 doprovodných letounů F-15A „Baz“, které měly chránit formaci bombardovacích letounů „Nec“ a rušit radar nepřítele. Letouny odstartovaly v neděli 7. června 1981 v 15:55 izraelského času z letecké základny Ecion na Sinajské poušti. Jejich 1610 kilometrů dlouhá trasa nevedla přímou a nejkratší vzdušnou čarou přes Jordánsko, ale „oklikou na jih, přes méně střežené pouštní oblasti Saúdské Arábie, a posléze obloukem na sever přes saúdsko-irácké hranice z jihu.“ Cíle letouny dosáhly v 17:35 izraelského času. Tento pozdně odpolední čas byl zvolen záměrně ze dvou důvodů; zapadající Slunce poskytlo letounům výhodu útoku se Sluncem v zádech (oslňovalo případné protivníky) a rovněž se tak minimalizovalo nebezpečí, že by mohl být v objektu v tento den a v tomto čase někdo přítomen.
Letouny, které nad pouští musely kvůli radarům letět v nízké výšce, vystoupaly krátce před dosažením cíle do výšky 3000 metrů. Letouny „Nec“ se pak „převrátily na záda a řítily se pod úhlem 35 stupňů ze slunce na cíl do letové hladiny zhruba 1000 metrů, kde piloti postupně odhazovali svůj náklad o dvou dvoutisíciliberních (907 kg) pumách.“ Při útoku byly zřejmě použity neřízené železné pumy Mk.84 GPLD a celkem čtrnáct z šestnácti jich zasáhlo svůj cíl a kompletně zničily irácký reaktor i jeho chladicí zařízení. Při útoku měla být zničena i „tajná podzemní linka na úpravu plutonia pro vojenské účely.“
Při návratu se letouny musely vypořádat s protiletadlovou obranou. Nevzlétlo však žádné irácké letadlo a žádné z izraelských letadel nebylo iráckou protiletadlovou obranou zničeno. Všechny letouny se úspěšně vrátily a v 19:00 izraelského času dosedly na leteckou základnu Ramat David jihovýchodně od Haify.

### Velitelské funkce
Po dokončení studia na Telavivské univerzitě byl Ramon v letech 1988 až 1990 prvním zástupcem velitele 119. peruti letounů F-4 Phantom. V roce 1990 úspěšně dokončil velitelský kurz a v letech 1990 až 1992 se stal velitelem 117. peruti letounů F-16. V letech 1992 až 1994 se stal velitelem Operačního oddělení pro vybavení. V roce 1994 byl povýšen do hodnosti plukovníka (Aluf Mišne) a jmenován velitelem Operačního oddělení pro vybavení – vývoje zbraní a akvizice, kde setrval až do roku 1998.
Během své kariéry u letectva nalétal Ramon přes 3000 hodin na strojích A-4 Skyhawk, Mirage III-C a F-4 Phantom a přes 1000 hodin na strojích F-16.

## Let do vesmíru, mise STS-107

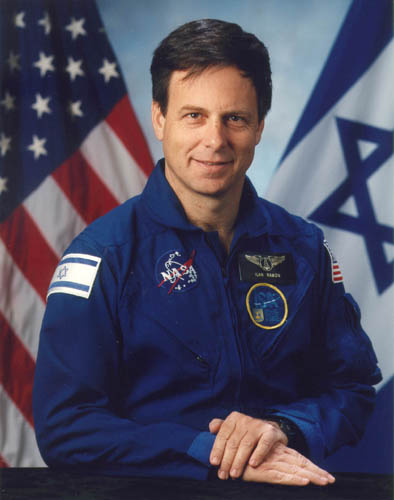
Specialista pro užitečné zatížení mise STS-107 Ilan Ramon

Dne 11. prosince 1995 oznámili americký prezident Bill Clinton a izraelský premiér Šimon Peres dohodu o společném výzkumu trvale udržitelného využívání vody a ochrany životního prostředí a účasti Izraele na programu letů raketoplánů NASA. Přitom měly Spojené státy „vycvičit izraelské astronauty, kteří se na tomto programu budou podílet.“ Dohodlo se také, že izraelského astronauta vybere Izraelská kosmická agentura (ISA) se souhlasem NASA a že bude v rámci mise působit jako specialista pro užitečné zatížení. V roce 1997 byl vybrán plukovník Ilan Ramon. Kvůli výcviku, který probíhal čtyři a půl roku v Johnsonově vesmírném středisku, se společně s rodinou přestěhoval do amerického Houstonu.

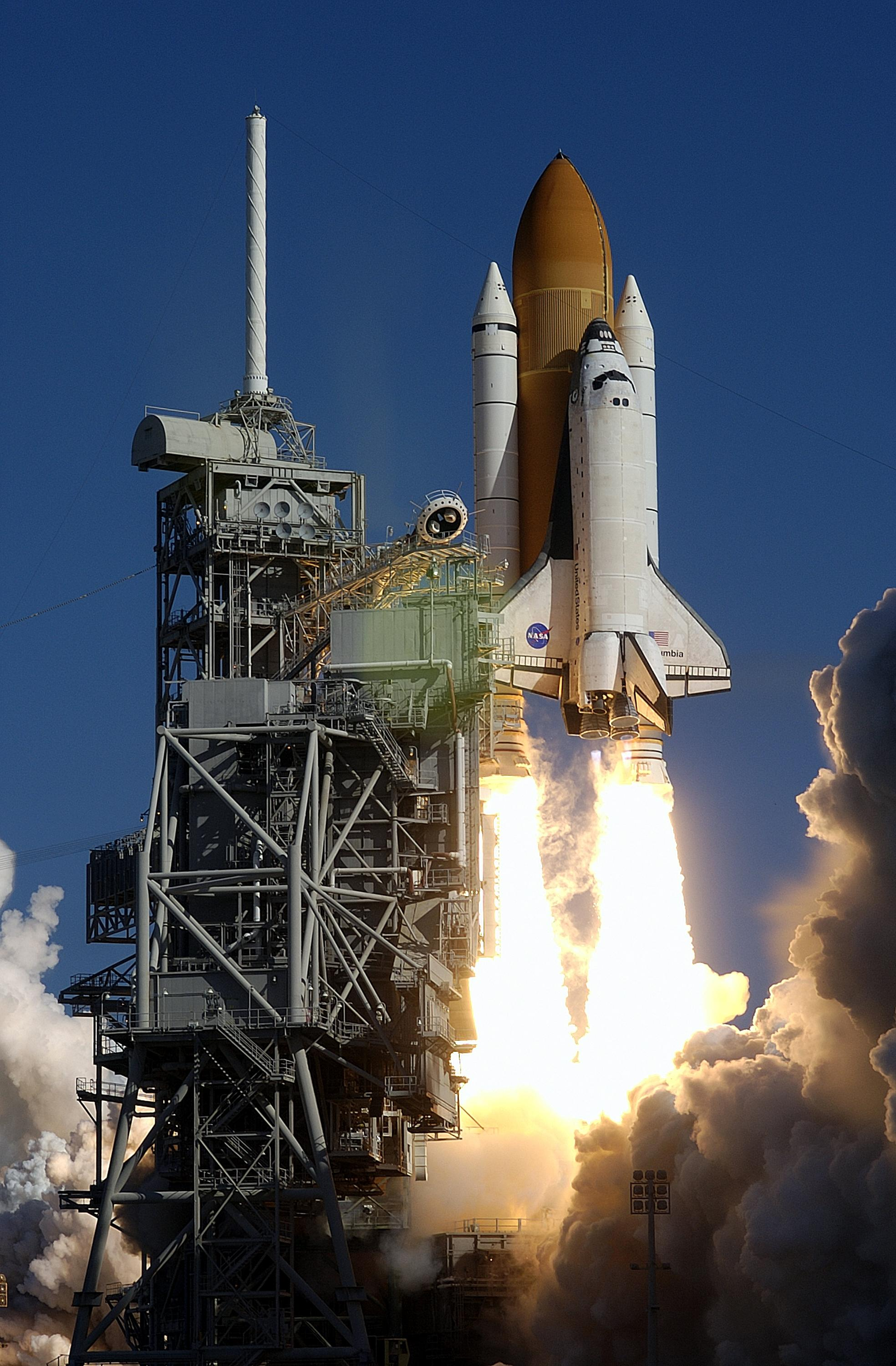
Start raketoplánu Columbia při misi STS-107

Ilan Ramon byl vybrán na misi STS-107 raketoplánu Columbia, která odstartovala 16. ledna 2003 v 15.39 UTC. Celkem se mise zúčastnilo sedm astronautů, vedle Ramona to byli Richard Douglas Husband (velitel), William McCool (pilot), Michael Anderson (velitel užitečného zatížení), David Brown (letový specialista), Laurel Clarková (letová specialistka) a Kalpana Chawlaová (letová specialistka). Ramon se tak stal historicky prvním izraelským astronautem a prvním Izraelcem, který se dostal do vesmíru. Nebyl však prvním Židem, kterému se to podařilo: první Židovkou, která se dostala do vesmíru, byla Judith Resniková, jež shodou okolností také zahynula ve službě, a to v lednu 1986 při svém druhém letu v raketoplánu Challenger, který po startu mise STS-51-L explodoval. Po ní a před Ramonem se do vesmíru dostalo celkem pět židovských astronautů, a to Jeffrey Hoffman, Ellen S. Bakerová, Jerome Apt, David Wolf a Scott Horowitz.
Kvůli přítomnosti izraelského astronauta provázela misi mimořádná bezpečnostní opatření. Nebylo například zveřejněno číslo hangáru OPF, ve kterém probíhala příprava družicového stupně raketoplánu Columbia. Vlastní nalodění posádky raketoplánu střežila ozbrojená jednotka SWAT s neprůstřelnými vestami.
| „                                                              | Izrael vypadá odsud shora velmi malý (…) ale právě proto je docela klidný a mírový. | “ |
| — Ilan Ramon při videokonferenci z paluby raketoplánu Columbia |                                                                                     |   |

Ilan Ramon byl přitom zřejmě nejznámějším členem posádky této mise. Již před jeho odletem totiž probíhaly vášnivé rabínské disputace o tom zda a jak dodržovat ve vesmíru šabat, ale i o košer stravování. Byl prvním kosmonautem, který požadoval košer stravu a který pronesl při příchodu šabatu ve vesmíru kiduš. V okamžiku, kdy raketoplán přelétal nad Jeruzalémem, odříkával modlitbu Šema Jisra'el. Ramonova vesmírná mise se stala v Izraeli nesmírně sledovanou; „ocitl se v roli ikony izraelských teenagerů a jeho portrét visel v jejich pokojích častěji než plakát rappera Eminema.“
Při své vesmírné misi měl Ramon s sebou několik symbolických předmětů. Patřil mezi ně malý svitek Tóry, který byl zachráněn z koncentračního tábora Bergen-Belsen a kopie Tóry na mikrofilmu, již mu věnoval izraelský prezident Moše Kacav. Dále od Kacava dostal mezuzu, malou schránku s ručně psanou modlitbou, která se umisťuje na zárubeň dveří židovských domovů. Ta byla omotána ostnatým drátem symbolizujícím koncentrační tábory. Mimo to měl s sebou několik osobních věcí, mezi něž patřily dopisy od bratra Gadiho a syna Asafa, které si přečetl až ve vesmíru. Od manželky Rony dostal čtyři básně.
Zdaleka nejsymboličtějším předmětem, který sebou do vesmíru vezl, byla kopie kresby pražského židovského chlapce Petra Ginze, o kterou požádal památník obětí a hrdinů holocaustu Jad vašem, která originál kresby vlastní. Petr Ginz byl čtrnáctiletý chlapec, který byl pro svůj židovský původ během druhé světové války vězněn v koncentračním táboře Terezín. Tam společně s ostatními chlapci vydával časopis Vedem. Kresbu, kterou Ilan Ramon vynesl do vesmíru, malý Petr namaloval ještě než byl uvězněn v Terezíně. Stejně jako Jules Verne i on byl fascinován vesmírem a pokusil se kresbou zachytit svou představu, jak asi vypadá pohled z Měsíce na Zemi. Zahynul v koncentračním a vyhlazovacím táboře Auschwitz-Birkenau, stejně jako část Ramonovy rodiny.

### Vědecké experimenty

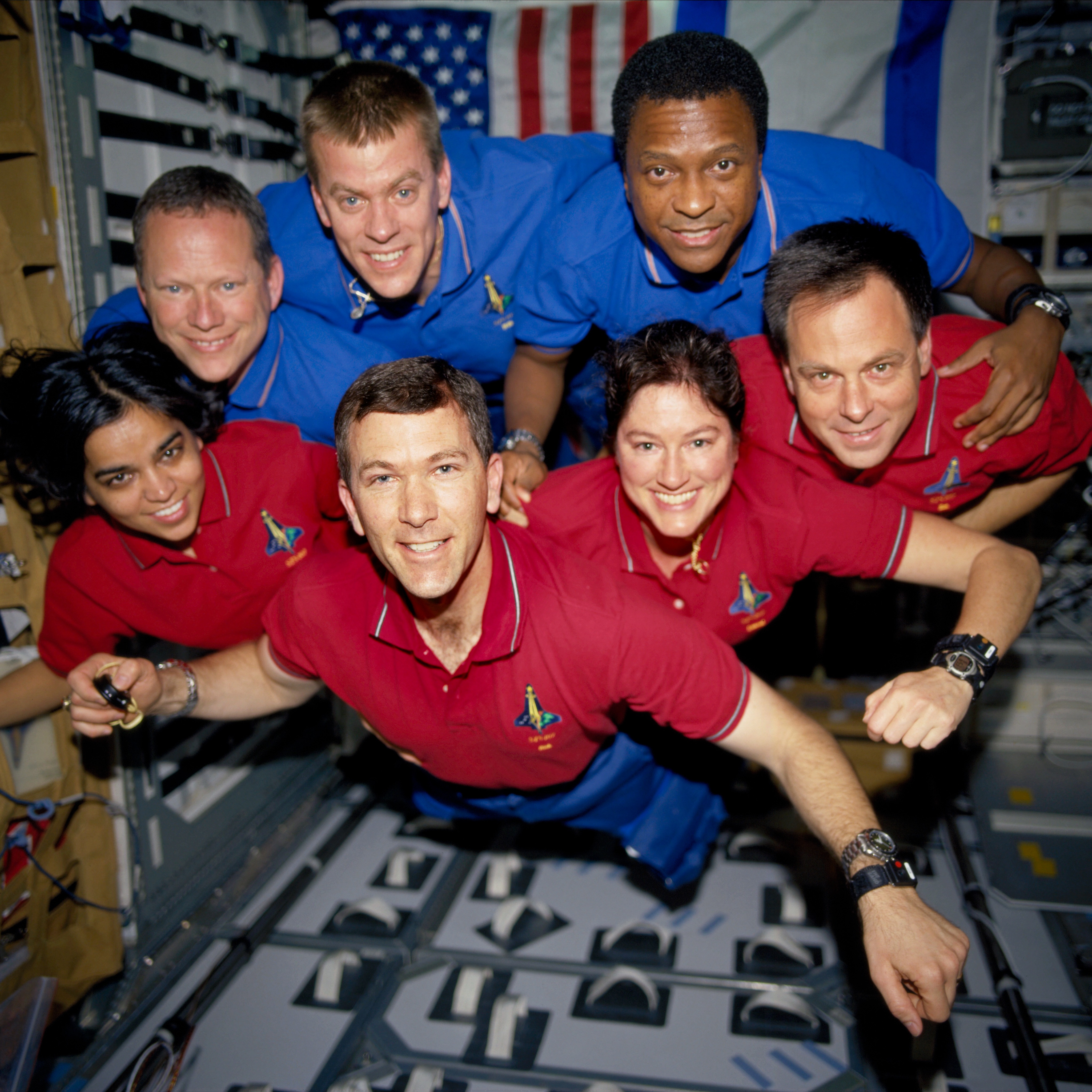
Posádka raketoplánu Columbia STS-107 na orbitě ve stavu beztíže. V horní řadě (modrá směna, zleva doprava): Brown, McCool, Anderson. V dolní řadě (červená směna zleva doprava): Chawlaová, Husband, Clarková a Ramon.

Mise raketoplánu Columbia STS-107 byla vědeckou misí. V nákladovém prostoru raketoplánu se nacházela laboratoř Spacehab, určená pro experimenty v mikrogravitaci. Pro misi byl vybrán Spacehab typu DRM (z anglického Double Research Module, tj. dvojitý výzkumný modul), který vznikl spojením dvou menších modulů do jednoho většího. Během šestnáctidenní mise bylo provedeno více než 80 různých experimentů (biologické, lékařské, fyzikální, technologické a materiálové atp.).

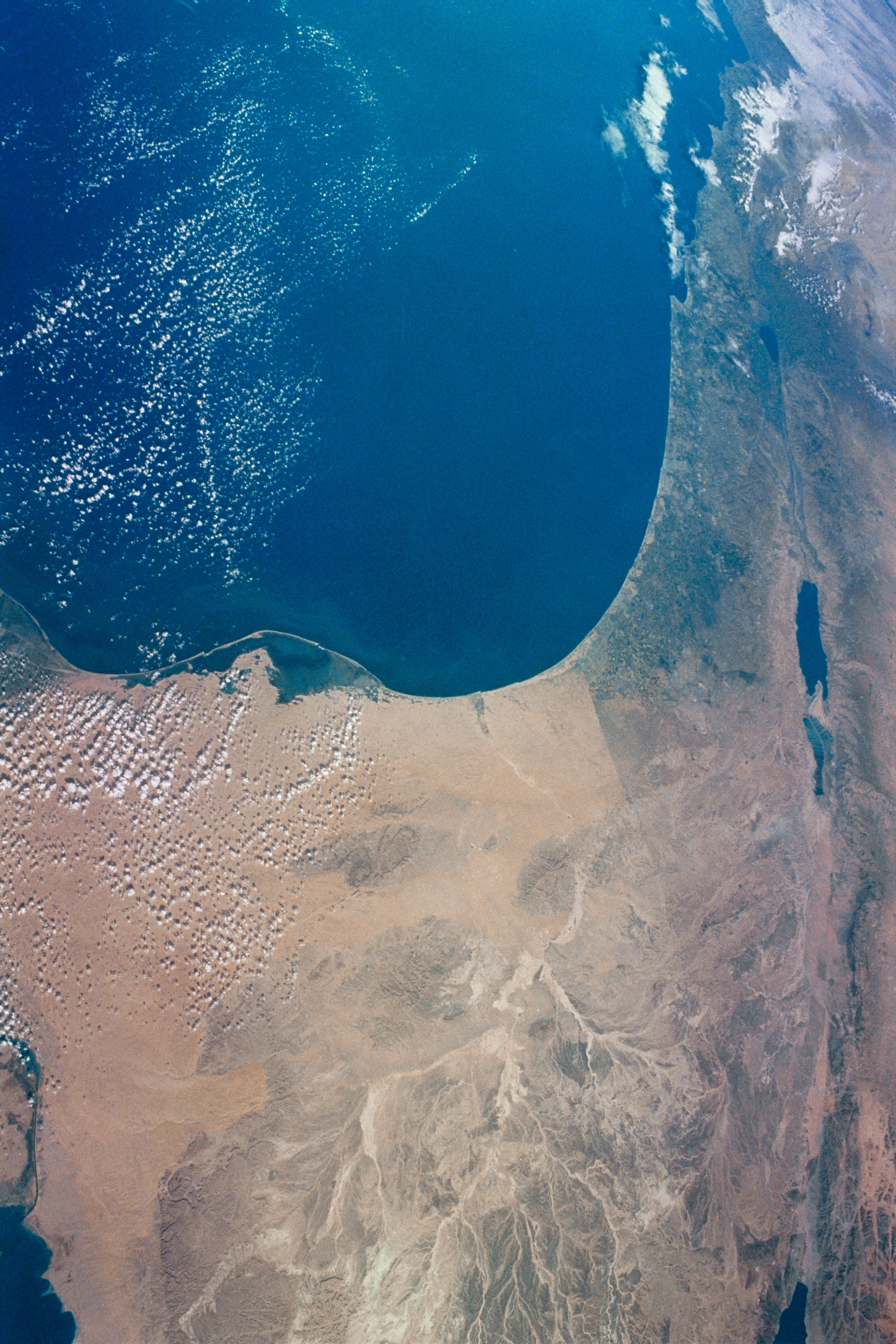
Fotografie Izraele a Sinajského poloostrova pořízená z orbity (jedna ze sledovaných oblastí experimentu MEIDEX)

Hlavním Ramonovým experimentem byl MEIDEX (z anglického Mediterranean Israeli Dust Experiment, tj. doslova „středomořský prachový experiment“). MEIDEX byl izraelský projekt při Telavivské univerzitě, který se zaměřoval na studium pouštních aerosolů (pouštního prachu) pomocí dálkového průzkumu Země (DPZ). Cílem experimentu MEIDEX při misi STS-107 byla „kalibrace současných primárních metod dálkového průzkumu pouštních aerosolů.“ Ty zahrnovaly letecká a pozemní měření. Výsledky tohoto experimentu měly „významně přispět k současnému a budoucímu výzkumu geografických variací optických, fyzikálních a chemických vlastností pouštních aerosolů.“ Experiment MEIDEX zahrnoval měření rozptylu světla pouštními aerosoly pomocí multispektrální kamery v šesti různých intervalech vlnových délek, od ultrafialového (UV) po infračervené záření (IR). Zkoumaná oblast pokrývala oblast Středozemního moře a saharského pobřeží Atlantského oceánu.
Ramon se však podílel i na mnoha dalších experimentech a získal mnohem rozsáhlejší výcvik než běžný specialista pro užitečné zatížení. Velitel posádky Richard Douglas o něm řekl: „Ilan je plně integrován do všech aspektů mise. Není pouhým pozorovatelem; je řádným členem posádky ve všech ohledech. Podle mě je Ilan mnohem více než pouhý palubní specialista. Prováděl více experimentů než kdokoliv jiný na palubě. Má za sebou velmi mnoho tréninku.“
Mezi další experimenty patřily namátkou pokročilý systém pro monitorování dechu ARMS (z anglického: Advanced Respiratory Monitoring System) vyvinutý Evropskou kosmickou agenturou (ESA), výzkum vlivu probiotického sušeného mléka M-107 s obsahem Bifidobacterium lactis Bb12, vyvinutého izraelskou společností Materna, jež má pomáhat při minimalizování negativních vedlejších efektů pobytu ve vesmíru. Dále pak například pokus studentů ze školy Ort Mackin v Haifě, spočívající v pozorování růstu krystalů ve stavu beztíže (jednalo se o krystaly chloridu kobaltu a krystaly vápníku). Během letu rovněž došlo k odběru vzorků krve, slin, moči a dospělých kmenových buněk (později se mělo zkoumat, jaký na ně má vliv stav beztíže).

### Havárie a smrt

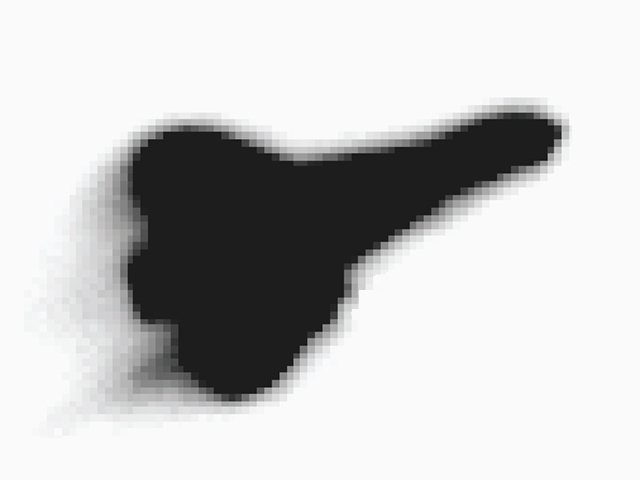
Snímek přistávajícího raketoplánu Columbia (zespodu) pořízený z Kirtlandovy letecké základny v Novém Mexiku. Levé křídlo vykazuje jasné stopy poškození a táhne se za ním plamen.

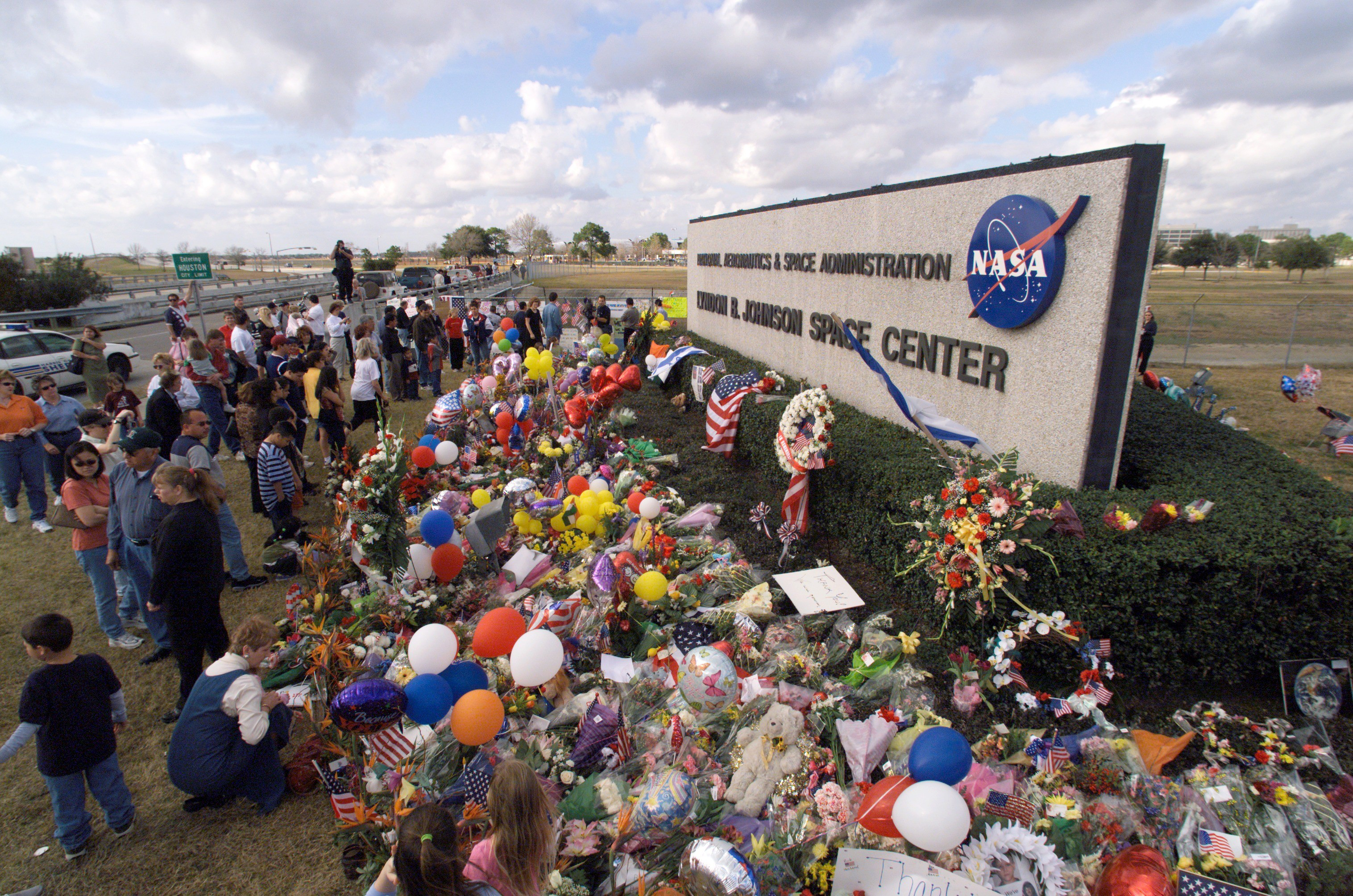
Před hlavní bránu Johnsonova vesmírného střediska lidé nosili květiny, vlajky, balónky a jiné předměty, jako výraz zármutku nad bolestnou ztrátou.

Přistání raketoplánu Columbia bylo naplánováno na 1. února 2003 a stroj měl dosednout na přistávací dráhu Kennedyho vesmírného střediska v 15:16 SEČ (středoevropského času). Ve 14:03 SEČ posádka zahájila přistávací manévr. Raketoplán vstoupil do vrchních vrstev zemské atmosféry, kde jej začalo postupně obklopovat žhavé plazma. Toto plazma s teplotou přesahující 1000 °C vzniká třením řídkých vrstev vzduchu o povrch raketoplánu. Raketoplán je však chráněn vrstvou izolačních destiček. Za oficiální čas vstupu do atmosféry se považuje čas 14:44 SEČ. V té době ještě vše probíhalo podle plánu. O pět minut později zaregistrovalo několik čidel slabý nárůst teploty, po dalších dvou minutách zaregistrovaly mírný nárůst teploty i další čidla a po chvíli již došlo ke ztrátě údajů z čidel. Zvýšenou pozornost věnovalo řídící středisko NASA ztrátě dat o tlaku v pneumatikách levého podvozku. Při ověřování situace však došlo k přerušení komunikace.
O několik sekund později se stroj podle radarových hlášení rozpadl. Těsně před rozpadem došlo k odtržení levého křídla. V okamžiku rozpadu se Columbia nacházela ve výšce 63 kilometrů a pohybovala se rychlostí 5,5 km/s. V trase raketoplánu nadále letěly už jen žhavé trosky, které se rozptýlily a dopadly na území tří amerických států, největší množství do Texasu. Trosky dopadaly do eliptické oblasti s rozměry přibližně 500×100 km. Okamžitě se rozběhly záchranné akce. Nikdo ze sedmičlenné posádky však nepřežil.
Dne 26. září 2003 byl zveřejněn první díl zprávy Komise pro vyšetřování nehody Columbie. Podle závěru vyšetřování byla příčinou neštěstí poškozená tepelná izolace na náběžné hraně levého křídla, k jejímuž poškození došlo již při startu. Způsobil jej velký kus pěnové izolace, který odpadl z vnější palivové nádrže. Vzniklou trhlinou se během přistávání dostalo do křídla plazma, kde pravděpodobně nejprve přepálilo žebro náběžné hrany křídla. Poté postupně propalovalo přepážky tvořící vnitřní konstrukci křídla a zároveň zvětšovalo trhlinu. Ve stejný okamžik aerodynamické síly strhávaly ze stroje další destičky a úlomky. Pak došlo k přerušení přenosu telemetrických údajů o teplotě a tlaku pneumatik a nakonec k odtrhnutí křídla. Raketoplán se prudce otočil, v důsledku toho vypadlo spojení a v následujících sekundách došlo k destrukci celého raketoplánu.

#### Reakce
Reakce na havárii Columbie a ztrátu celé posádky byly okamžité, neboť její přistání bylo sledováno televizními kamerami. Během přistání byl v televizním studiu v Izraeli Ramonův otec Elizier Wolfermann (79); Ramonova matka v důsledku pokročilé Alzheimerovy choroby synovu misi ve vesmíru nevnímala. Zpráva o zničení Columbie přišla právě v okamžiku, když reportér s Ramonovým otcem dělal rozhovor. Zpráva celou Ramonovu rodinu zdrtila; otec Eliezer neustále tiše opakoval „už nemám syna,“ zatímco pětiletá dcera Noa se v Houstonu své matky ptala: „Mami, jak člověk může zemřít v kosmu? Lidé přece umírají na Zemi.“
Celý Izrael radostně očekával přílet svého prvního astronauta; „Ramon měl po přistání na Mysu Canaveral vystoupit u kabiny s izraelskou vlajkou na ramenou. Měl to být okamžik pro učebnice dějepisu. Lidé měli zapomenout na teror, recesi a hrozbu války s Irákem. Místo toho židovský stát zase oplakával vyhaslý život.“ Ve 20:04 SEČ přednesl svůj projev tehdejší americký prezident George W. Bush: „Tento den přinesl do naší země hrozné zprávy a velký smutek (…) Columbia je ztracena, nikdo nepřežil.“

#### Hledání ostatků a pohřeb

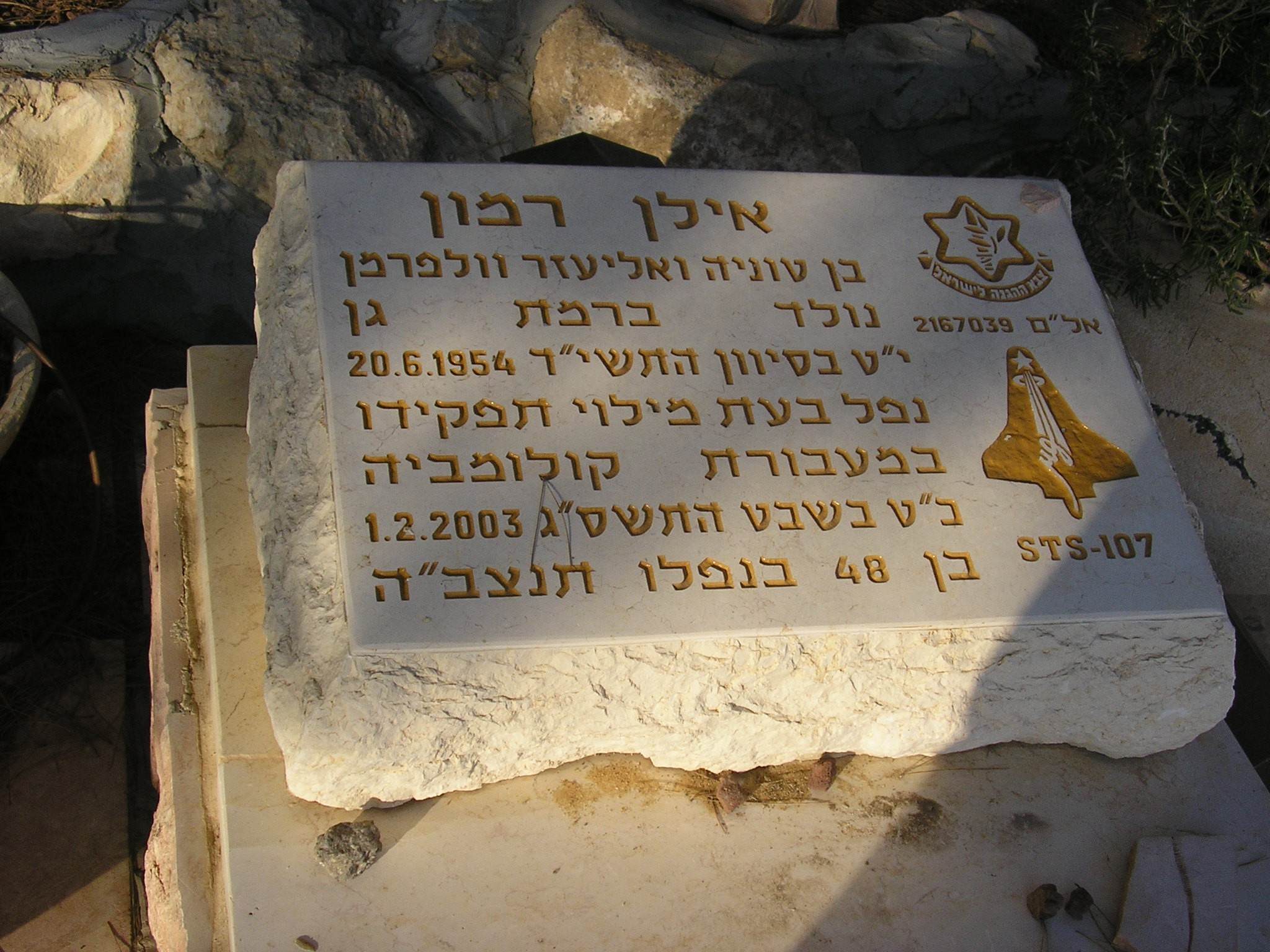
Hrob Ilana Ramona v mošavu Nahalal. Je na něm vytesáno:
„Ilan Ramon, syn Tonji a Eliezera Wolfermanových. Narodil se 20. 6. 1954 v Ramat Ganu, padl při plnění své funkce na palubě Columbie 1. 2. 2003 ve věku 48 let, TNCV"H. První izraelský astronaut. „Hatišma koli ba'ašer hincha…“ Rona. Aluf mišne 2167039 STS-107“

Ostatky těl posádky Columbie byly společně s troskami raketoplánu rozmetány na rozsáhlém území a po nalezení byly postupně identifikovány na základě porovnání DNA a zubních záznamů. S identifikací ostatků pomáhal Američanům i zvláštní izraelský tým vyslaný Izraelskými obrannými silami, zahrnující i zástupce vojenského rabinátu. Čtyři dny po katastrofě, 5. února, informovala NASA izraelské úřady, že ostatky plukovníka Ilana Ramona byly identifikovány. Dne 10. února pak do Izraele dorazila rakev s Ramonovými ostatky. Téhož dne se na letecké základně poblíž Ben Gurionova letiště konal státní smuteční obřad za účasti izraelského premiéra Ariela Šarona a prezidenta Moše Kacava. Ve stejný den byl později Ilan Ramon se všemi vojenskými poctami pohřben na hřbitově v mošavu Nahalal.

## Ocenění a vyznamenání
- Vojenská vyznamenání za:
  - Jomkipurskou válku (1973)
  - Operaci Mír pro Galileu (1982)
  - 1000 leteckých hodin na strojích F-16 (1992)
- Vyznamenání in memoriam:
  - NASA Space Flight Medal
  - NASA Distinguished Public Service Medal
  - Congressional Space Medal of Honor (Ramon je k roku 2010 jediným neamerickým občanem, kterému bylo ocenění uděleno)[29]
  - Chief Of Staff Medal of Appreciation

## Místa a instituce pojmenovaná po Ilanu Ramonovi

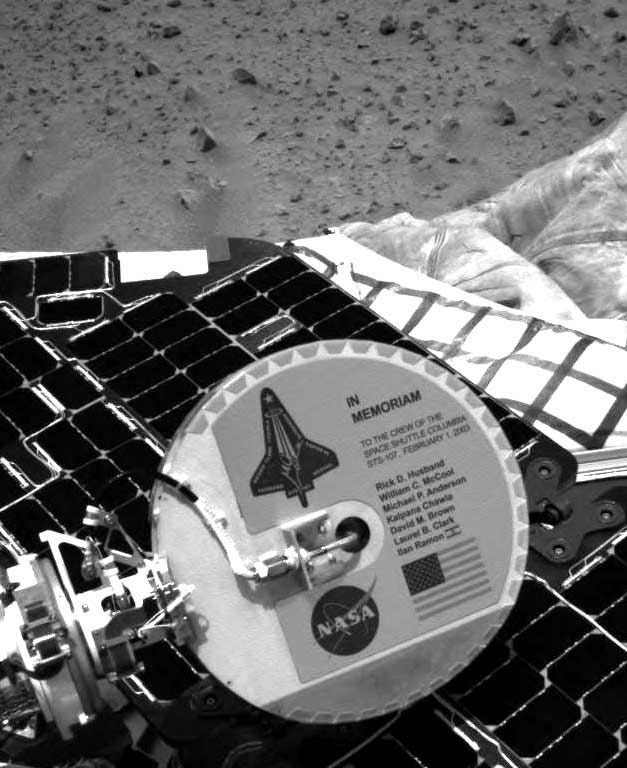
Pamětní plaketa se jmény posádky raketoplánu Columbia připevněná na vozítku Spirit, které je součástí mise Mars Exploration Rover (MER)

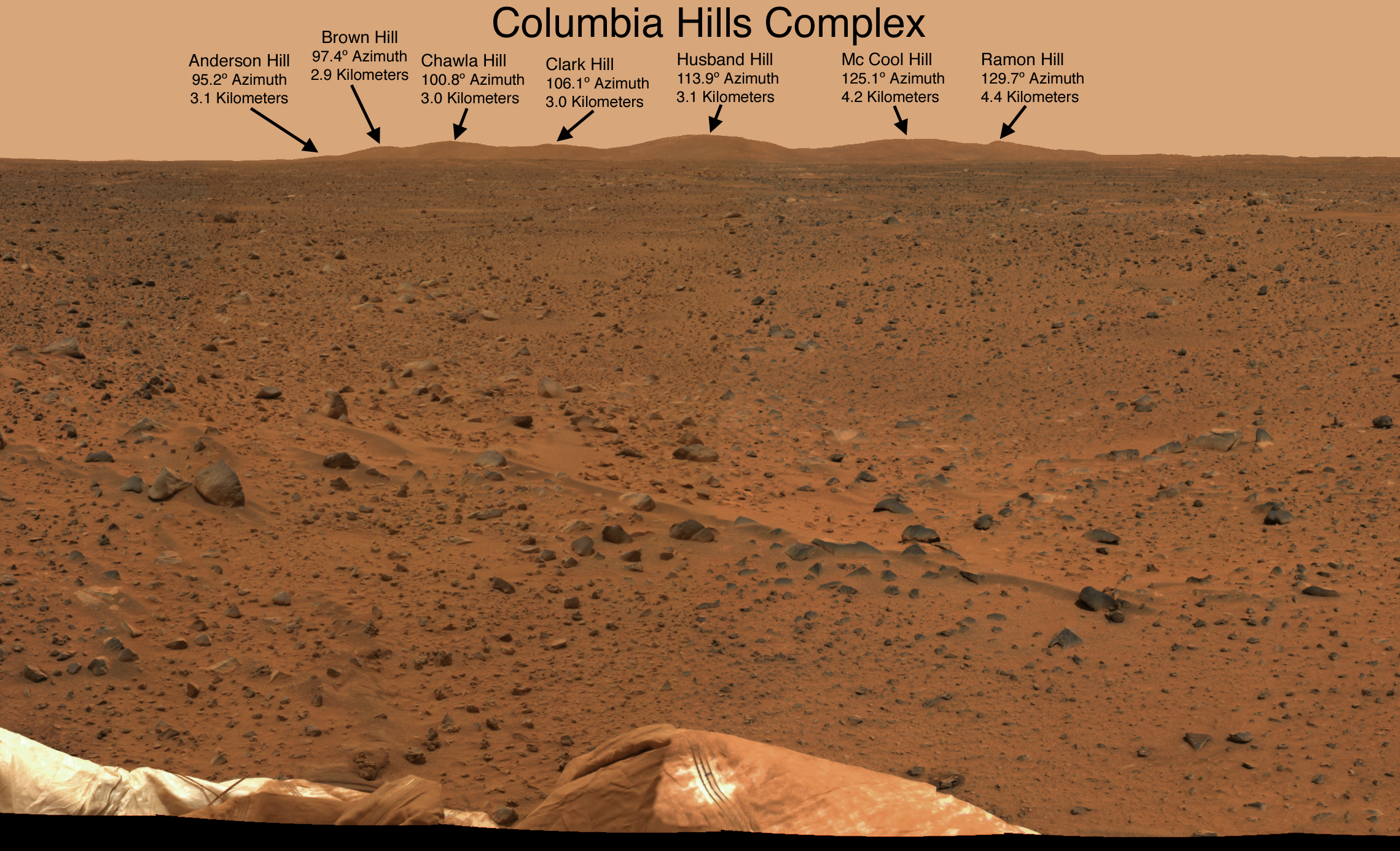
Pohoří Columbia Hills na Marsu. Úplně vpravo je Ramon Hill, kopec pojmenovaný po Ilanu Ramonovi.

Níže jsou uvedená místa a instituce pojmenovaná po Ilanu Ramonovi. Pokud není uvedeno jinak, jedná se o místo či instituci v Izraeli.
- Ramon AZA #195 (k uctění Ilana a Asafa Ramona)
- Planetka (51828) Ilanramon
- Ramon Hill, Columbia Hills, Mars
- Ramon Hall, Florida Institute of Technology, USA
- Ilan Ramon Youth Physics Center, Ben Gurionova univerzita v Negevu, Beer Ševa (web Archivováno 28. 11. 2020 na Wayback Machine.)
- Ramon Control Tower, Mezinárodní letiště Ben Guriona
- Ilan Ramon Elementary School, Netanja
- Ramon Elementary School, Modi'in
- Ramon High school, Hod ha-Šaron
- Ilan Ramon Junior High, Kochav Ja'ir
- Micpe Ilan, osada založená počátkem 21. století poblíž města Kacir-Chariš
- Ilan Ramon Emergency Center, Kaplan Hospital, Rechovot
- Ilan Ramon Boulevard, Vaughan, Ontario, Kanada
- Ramon Park, Giv'at Šmuel
- Ilan Ramon Park, dětské hřiště s vesmírnou tematikou, Beer Ševa
- Ilan Ramon AZA #380, Boulder, Colorado, USA
- Ilan Ramon BBYO #5378, Oviedo, Florida, USA
- Ilan Ramon Crescent, Cote St. Luc, Montréal, Quebec, Kanada
- Ilan Ramon Avenue, Thornhill, Ontario, Kanada